# Japanse Zelfverdedigingstroepen

Vlag van de Japanse Zelfverdedigingstroepen

De Japanse Zelfverdedigingstroepen (Japans: 自衛隊; Jieitai, in het Engels: Japan Self-Defense Forces, JSDF) vormen het leger van Japan. Het leger werd opgericht na de Tweede Wereldoorlog en is de opvolger van het Japans Keizerlijk Leger. Dit leger heeft nooit aan echte gevechten deelgenomen, maar is sinds 1995 ingeschakeld bij vredesoperaties, in landen als Cambodja, Djibouti en Irak, maar ook bij hulpoperaties zoals bij de aardbeving in Haïti in 2010, en China in 2009. 

## Statuut
De Japanse militaire capaciteiten worden ernstig beperkt door artikel 9 van de Japanse Grondwet. Dit artikel stelt dat het Japanse volk voor eeuwig afstand doet van zijn soeverein recht - als staat - om internationale disputen met geweld te beslechten en dat Japan nooit een land-, lucht- of zeemacht zal hebben. De achtergrond van dit artikel lag in de gruwelen van de Tweede Wereldoorlog, de angst dat Japan opnieuw een aanvalsoorlog zou beginnen, en aan Japanse kant, de angst voor repercussies zoals de luchtbombardementen (inclusief de twee kernaanvallen) op Japanse steden.
De geopolitieke realiteit van de Koude Oorlog was echter anders. In 1949 werd China communistisch, en een jaar later viel Noord-Korea het zuiden binnen. Japan werd bondgenoot van de Verenigde Staten en werd door zijn ligging van groot belang geacht in het beheersen van het communisme (containment-politiek). Deze containment-politiek voorzag in een omsingelingsstrategie jegens de communistische staten van Eurazië middels een ring van Amerika gunstig gezinde bondgenoten, en deze omsingelingsring omvatte tevens Japan. Alleen al vanuit kostenoogpunt was het wenselijk dat Japan in staat was zelf een krijgsmacht te handhaven. De VS gingen over tot het aanmoedigen van Japanse herbewapening, iets dat met het oog op de vijandige staten China en Noord-Korea ook in Japan weerklank vond. Artikel 9 werd door Japan zo geïnterpreteerd dat het zelfverdediging toestaat. Op basis van de Wet op de Zelfverdedigingstroepen van 1954 richtte het alsnog een "leger" op. 
In 2015 keurt de Kokkai op voorstel van de Japanse regering wetgeving goed die toelaat dat de Japanse Zelfverdedigingstroepen ook militair mogen ingrijpen buiten het Japans grondgebied ter verdediging van Japanse bondgenoten. Het Lagerhuis stemde in juli 2015, het Hogerhuis in september 2015. De hele periode is er straatprotest.
De Japanse Zelfverdedigingstroepen betreffen een uniek militair systeem dat voorziet in volledige civiele controle over de troepen. Alle manschappen van de Japanse Zelfverdedigingstroepen zijn eigenlijk burgers. De personen die een uniform dragen hebben een statuut van speciale ambtenaar en zijn afhankelijk van het Ministerie van Defensie. Misdaden die begaan worden door militairen – hetzij binnen of buiten de basis, tijdens of na de dienst, van militaire of niet-militaire aard – zijn alle onderhevig aan de jurisdictie van civiele rechtbanken.

## Mankracht en organisatie

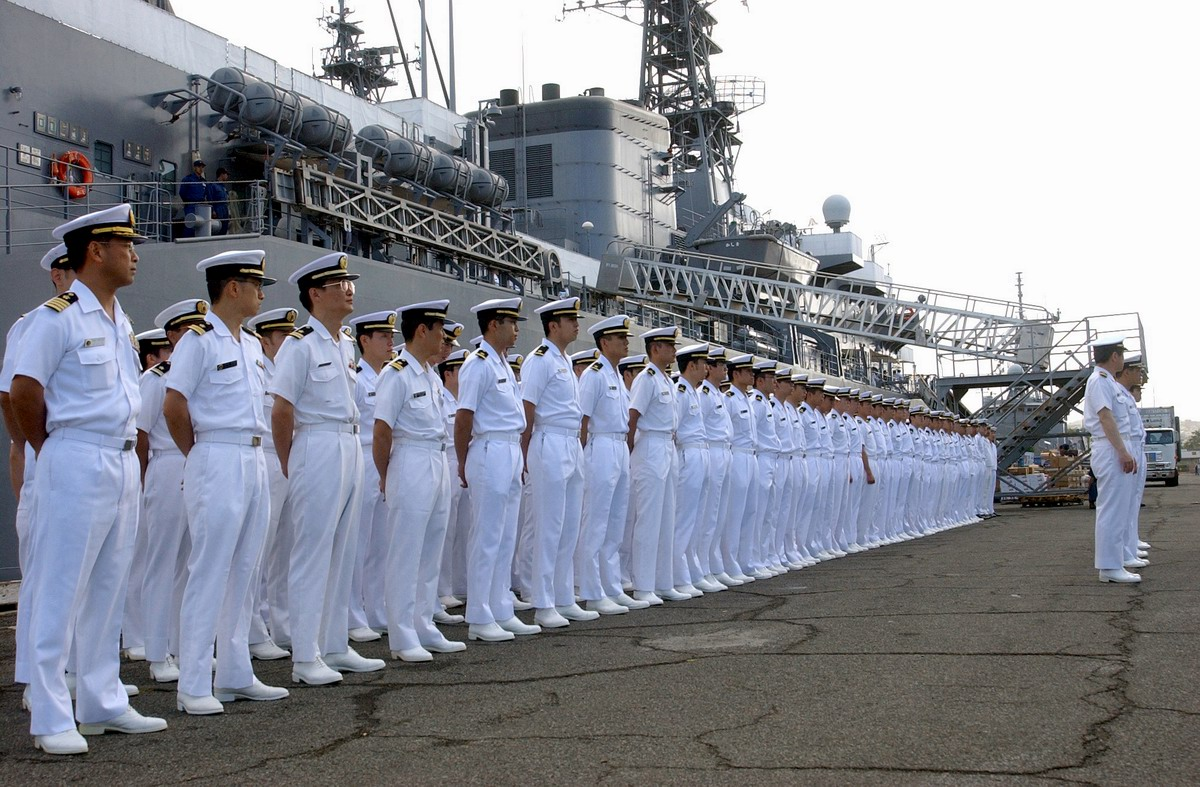
Japanse officieren aan boord van het trainingsschip JDS Kashima (TV 3508) in Pearl Harbor.

Per 31 maart 2014 beschikte de JSDF over 247.160 manschappen. Hiervan behoorden er 159.200 tot de landmacht, 45.500 tot de marine en 47.100 tot de luchtmacht.

### Bevelstructuur
- Minister-president van Japan
  - Minister van Defensie 
    - Senior viceminister van Defensie 

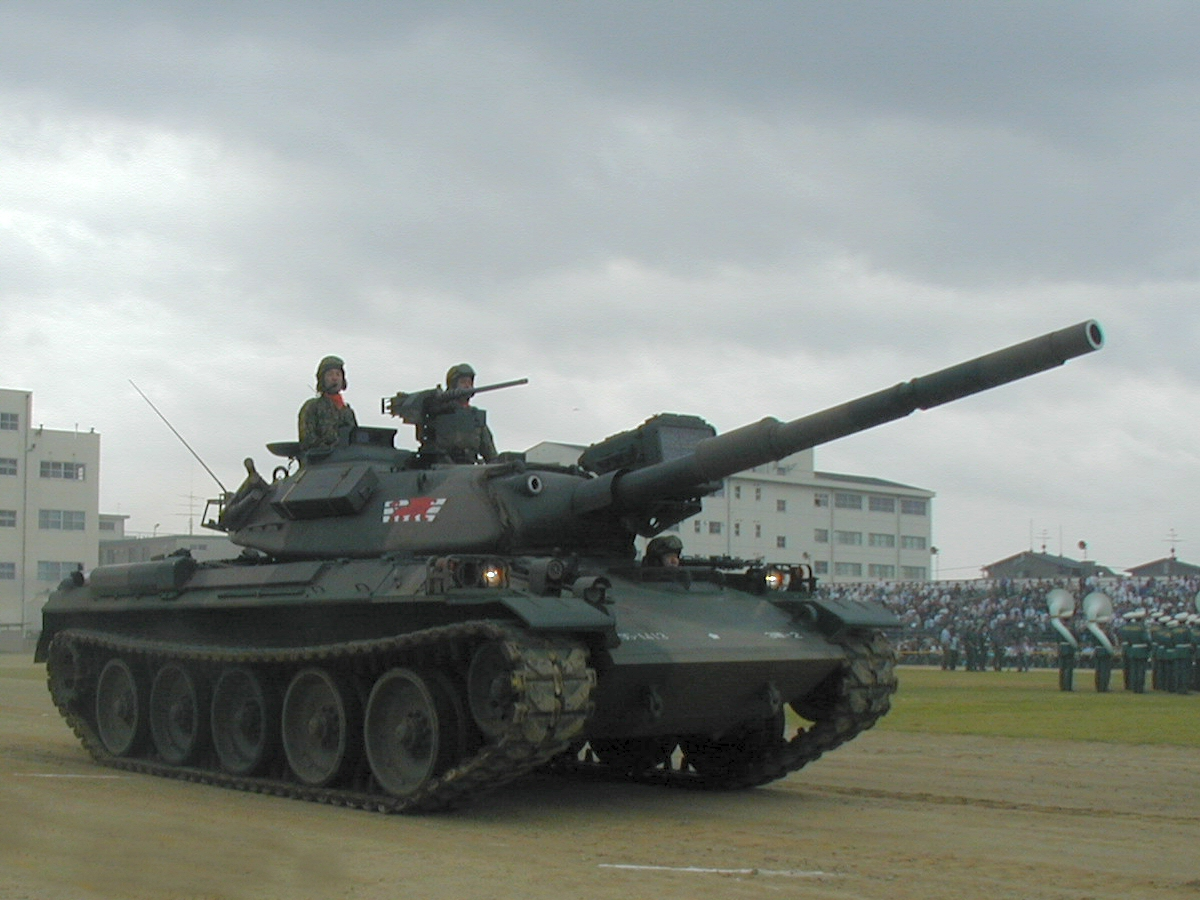
Tank Type 74 van de Landmacht

      - Generale staf

### Componenten
- Landmacht (陸上自衛隊, Rikujō Jieitai, Japan Ground Self-Defense Force, JGSDF)
- Luchtmacht (航空自衛隊, Kōkū Jieitai, Japan Air Self-Defense Force, JASDF)
- Marine (海上自衛隊, Kaijō Jieitai, Japan Maritime Self-Defense Force, JMSDF)

### Aanzienlijke plannen voor versterking
In december 2022 maakte de Japanse regering een belangrijk investeringsplan bekend voor de zelfverdedigingstroepen. In de komende vijf jaar wil de regering van Fumio Kishida US$ 320 miljard extra gaan uitgeven voor de verdediging van het land. Worden deze plannen volledig ten uitvoer gebracht dan heeft Japan na de Verenigde Staten en de Volksrepubliek China de hoogste defensie-uitgaven ter wereld. Japan wil raketten aanschaffen die het vasteland van China kunnen bereiken, de voorraden reserveonderdelen en munitie vergroten, de transportcapaciteit uitbreiden en beter in staat zijn zich te weren tegen cyberaanvallen. Japan neemt dit besluit mede in het licht van de Russische invasie van Oekraïne in 2022. China kan dit zien als een aanmoediging om Taiwan aan te vallen, waarbij het nabijgelegen Japanse eilanden kan bedreigen, de aanvoer van geavanceerde halfgeleiders en van olie uit het Midden-Oosten kan verstoren. China heeft zijn bezorgdheid geuit over de aanzienlijke stijging van de Japanse defensie-uitgaven in 2023. Het Japanse kabinet stemde in, als eerste stap in het plan voor de komende vijf jaar, met een verhoging van het nationale defensiebudget met 26,3% tot een record van JP¥ 6,82 biljoen (ca. US$ 51 miljard) voor het volgende financiële jaar dat op 1 april 2023 begint.